# Microrhodopis rufipennis
Microrhodopis rufipennis là một loài bọ cánh cứng trong họ Cerambycidae.